# Валкири
Валкири је јужноафрички самоходни вишецевни бацач ракета. То је систем у калибру 127 mm смештен на тракторском возилу, са пројектилима за једнократну употребу, и опремом за контролу ватре коју је развила компанија Денел земаљски системи. Савремени модели се састоје од једног модула са осам ћелија (саћа), капсула за ракете које се налазе на Унимог тракторском или САМИЛ-100 возилу. Њена мисија је да се укључи у контрабатирање и удар који је усмерен на непријатељску артиљерију и ваздушну одбрану што може износити деловање до 22 km. Са пуним плотуном који чини 40 ракета калибра 127 mm у рафалној паљби са високо експлозивном касетном бојевом главом простор од 1.500 m² може прекрити са 388.000 противпешадијских мина за мање од минута. Остале врсте бојевих глава имају могућност дозираног ослобађања противпешадијских мина у облики јата.
Систем ја базиран на совјетском БМ-21 Град, који ја био размештен против јужноафричких експедиционих снага у Анголи за време операције Савана. Са њеним развојем је завршено 1981. године.

## Варијанте
- Валкири-22 Мк1 (оригинална верзија): 24 лансирних цеви монтираних на Унимог лаки 4x4 камион.
- Бателеур (тренутна верзија): 40 лансирних цеви монтираних на оклопљени САМИЛ-100 6x6 камион.
- Валкири-5 је скраћени лаки систем који се транспортује на приколици, намењен је снагама ваздухопловства. Опремљена је са 12 лансирних цеви и и користи скраћену верзију 127 mm-ских ракета чији је максимални домет 5500 метара.[3]

## Употреба
Овај систем је коришћен у неколико конфликата међу којима су Јужноафрички погранични рат, грађанском рату у Анголи и Намибијском рату за независност.

## Корисници
- Јужноафричка Република – војска Јужноафричка Републике: 76 у резерви.[4]